# День почитания святых и святынь (Иран)

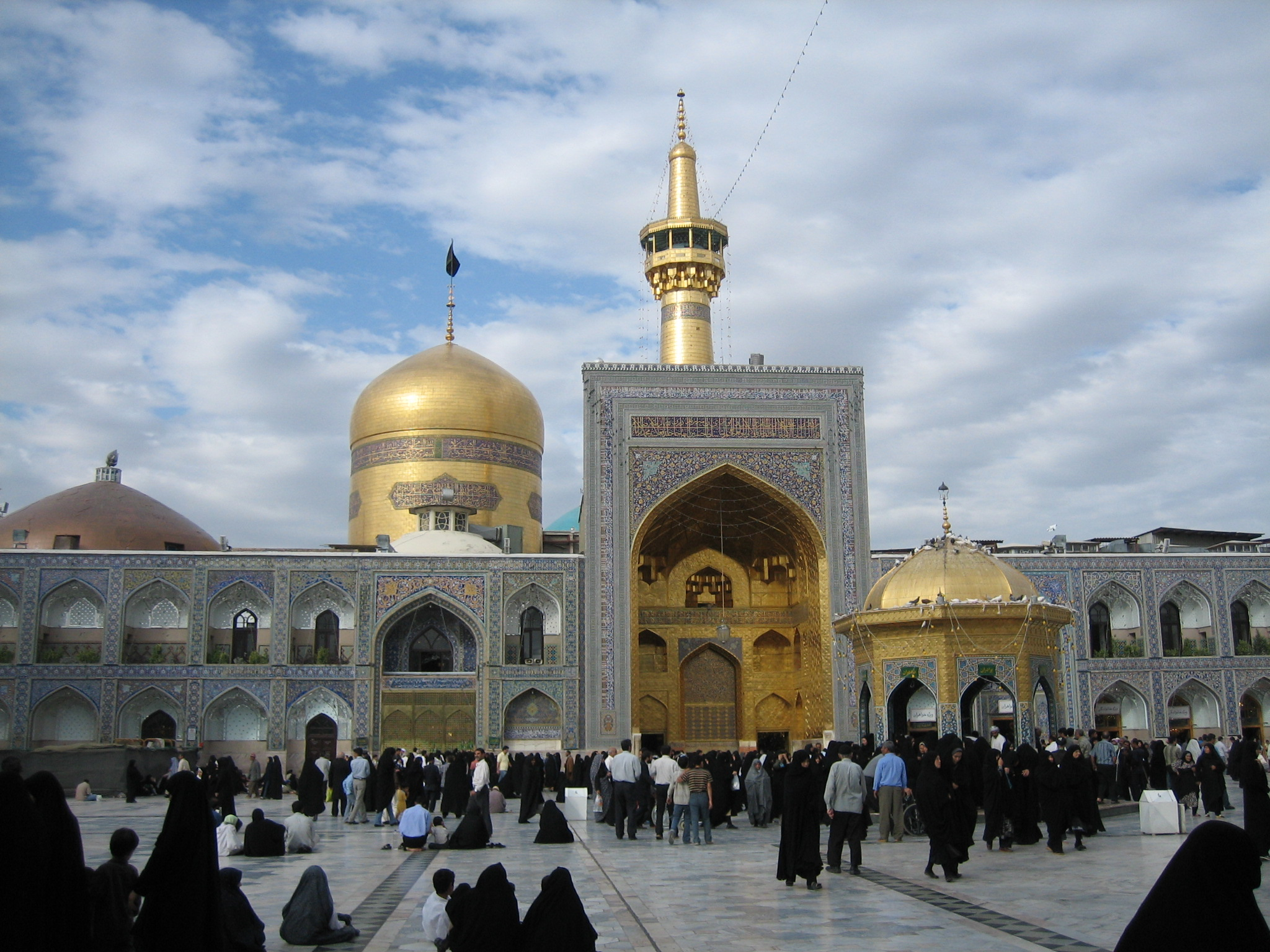
Паломники в Мавзолее Имама Резы

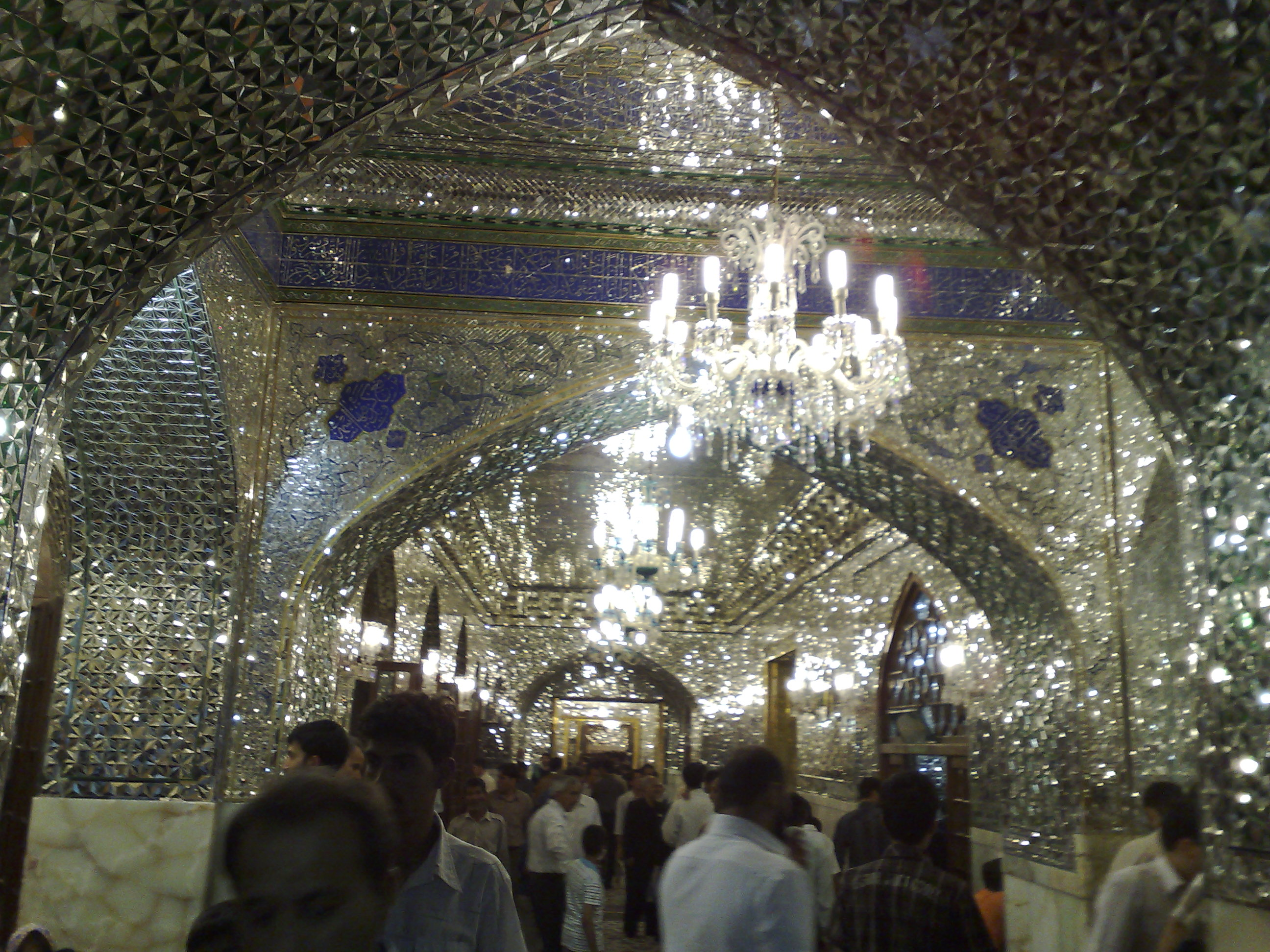
Паломники внутри Мавзолея Имама Резы

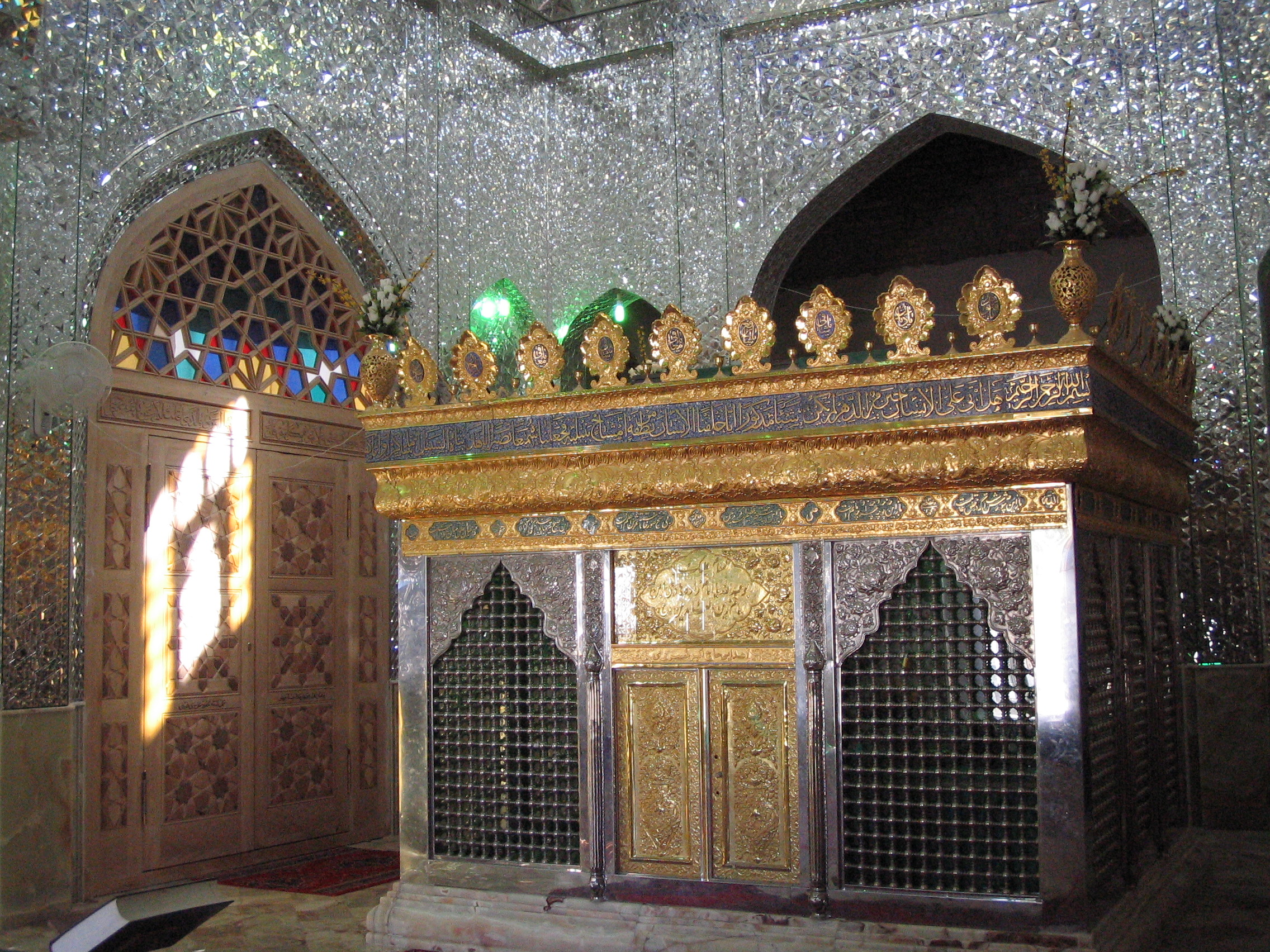
Интерьер имамзаде в Кашане.

День почитания святых и святынь (перс. روز تجلیل از امامزادگان و بقاع متبرکه‎, Ruz-e tajlil az emamzadegan va beqa-e motebarreke ) — религиозный праздник, отмечаемый в Иране 5 Зуль-ка‘да по лунному календарю (1 сентября).

## Как проводится праздник
В этот день иранцы совершают паломничество в святые места, чтобы почтить память не только пророка Мухаммеда и 12 имамов, но и их родственников. Во многих имамзаде и мечетях проходят чтения Корана известными богословами, проводятся лекции, посвященные детям и родственникам пророка и его последователей.

## История праздника
В 2013 году после подтверждения Верховного Совета культурной революции Генеральный совет по культуре Ирана (перс. شورای فرهنگی عمومی Shoura-e farhang-e omumi) в день памяти седьмого шиитского имама Мусы аль-Казима учредил День почитания святых и святынь. Целью праздника является, прежде всего, повышение религиозного сознания народа, а также выражение уважения детям и родственникам пророка Мухаммеда.

## Места паломничества
Центром паломничества в Иране является город Мешхед , где находится Мавзолей Имама Резы - архитектурный комплекс, включающий в себя гробницу восьмого шиитского имама, гробницы других почитаемых имамов, музей, библиотеку, кладбище, мечеть и несколько других построек.
Не уступает по популярности и один из самых религиозных городов Ирана – Кум, где находится мавзолей дочери седьмого шиитского имама Фатимы аль-Маасумы. В дальнейшем там хоронили всех женщин из семьи имама Мусы аль-Казима и его потомков. На основании исторических сведений, в Куме также похоронены дочь имама Джавада, дочери имама Хади и одна из дочерей имама Хасана Аскари.
Ещё одним из самых распространенных мест паломничества является столица Ирана - Тегеран. Там расположены мечеть Имамзаде Салех, где находится гробница сына имама Мусы аль-Казима Салеха ибн Мусы, и Мавзолей Имама Хомейни  - лидера Исламской революции.